# Трчова
Трчова (словен. Trčova) је насељено место у општини Марибор, Подравска регија, Словенија.

## Историја
До територијалне реорганизације у Словенији била је у саставу старе општине Марибор.

## Становништво
У попису становништва из 2011. године, Трчова је имала 740 становника.
| Број становника према пописима | Број становника према пописима | Број становника према пописима |
| ------------------------------ | ------------------------------ | ------------------------------ |
| 1991                           | 2002                           | 2011                           |
| 526                            | 687                            | 740                            |

Напомена: Године 2017. извршена је мала размена територија између насеља Зимица (Дуплек), Метава и Трчова (Марибор).